# Duelul (film din 1961)
Duel   (în rusă Дуэль) este un film sovietic dramatic din 1961 bazat pe nuvela Un duel din 1891 de Anton Cehov. A fost regizat de Tatiana Berezanțeva și Lev Rudnik.

## Prezentare
Chinuit de lipsa de valoare și plictiseala vieții, Laevski vrea cu orice preț să scape din cercul vicios al existenței sale. Antipodul său moral, naturalistul Von Koren, este sigur că oamenii ca Laevski sunt demni de distrugere. Dar, contrar dorințelor și voinței eroilor, Providența impune destinele în felul ei...

## Distribuție
- Oleg Strijenov ca Laevski
- Vladimir Druzhnikov ca Von Koren
- Lyudmila Shagalova ca Nadejda Fiodorovna
- Aleksandr Khvylya ca Alexandr Samoilenko
- Leonid Kadrov ca Diaconul Pobedov
- Georgiy Georgiu ca Ilia Kirilin
- Yelena Kuzmina ca Maria Konstantinovna
- Leonid Pirogov ca Bitugov
- Yuri Leonidov ca Achmianov
- Vera Burlakova ca Olga
- Pavel Vinnik ca Yegor
- Emmanuil Geller ca Mustafa
- Aleksandr Kuznetsov ca Officer
- Valentin Kulik ca Gorokovski
- Semyon Svashenko ca Clerk

## Producție
Oleg Strijenov a interpretat rolul lui Laevski în lungmetrajul sovietic color omonim din 1961 regizat de Tatiana Berezanțeva. Acesta a afirmat Laevski este foarte dificil pentru un actor. Există pericolul de a-l prezenta direct din două jumătăți - bună și rea, aproape ca un ticălos și apoi complet reînnoit. Nu este așa, Laevski nu are nicăieri o stare definită, totul este amestecat, confuz, tulbure, binele este ascuns în spatele răului, insensibilitatea și asprimea sunt confundate cu suferința reală. Totul este complicat, ca întotdeauna la Cehov. Filmul a fost produs de Mosfilm, cu filmări la Gagra, pe malul lacului Rița și la munte, pe baza punerii în scenă a nuvelei de către Lev Rudnik la Teatrul-Studio al actorului de film cu un ansamblu actoricesc și o producție teatrală deja pregătite, regizoarea Tatiana Berezanțeva și directoarea de imagine Antonina Egina au fost instruite să producă filmul pe baza acestora.

## Lansare și primire
A avut premiera în Uniunea Sovietică la 22 mai 1961, în Finlanda la 13 aprilie 1962. La 1 iunie 1963 a fost proiectat în cadrul Festivalului Internațional de Film din Adelaide, Australia. Premiera TV a avut loc la 10 septembrie 1963 în Ungaria. La 6 septembrie 1964 a avut premiera în Statele Unite ale Americii, la New York.
Criticul Iuri Nicolaevici Chirva a afirmat că regizorii T. Berezanțeva și L. Rudnik „au abordat autorul cu grijă și încredere. Ei au văzut modernitatea poveștii nu în modernizarea ei deliberată, ci în întreg adevărul nerafinat despre eroi, în relațiile lor complicate, în posibilitățile de reînnoire a acestora. [Regizorii] au polemizat cu toată înțelegerea actuală a lui Cehov. Știau că Cehov nu tolerează o atingere dură și, pe bună dreptate, au considerat că el însuși le-a dat cheia dezvoltării scenariului, compoziției și editării.”